# Montoire-sur-le-Loir
Montoire-sur-le-Loir [mɔ̃twaʁ syʁ lə lwaʁ] ist eine französische Gemeinde mit 3678 Einwohnern (Stand 1. Januar 2022) im Département Loir-et-Cher in der Region Centre-Val de Loire. Sie gehört zum Arrondissement Vendôme und zum Kanton Montoire-sur-le-Loir.

## Geografie
Die Kleinstadt Montoire-sur-le-Loir am Mittellauf des Loir befindet sich etwa in der Mitte des Städtedreiecks Le-Mans-Tours-Orléans. Der Ortskern liegt ca. 90 Meter über dem Meer. Im Norden des 21 km² großen Gemeindeareals wird in einem Waldgebiet, dem Bois de Fargot, eine maximale Höhe von 146 m erreicht. Zu Montoire-sur-le-Loir gehören die Ortsteile Fargot, Fosse, Saint-Quentin-lès-Troo, Ruau, Valleron und das dem Loir gegenüberliegende Saint-Oustrille; Nachbargemeinden sind Fontaine-les-Coteaux und Lunay im Norden, Les Roches-l’Évêque und Saint-Rimay im Nordosten, Villavard im Osten, Lavardin im Süden, Saint-Martin-des-Bois im Südwesten und Westen sowie Troo im Nordwesten.

## Geschichte

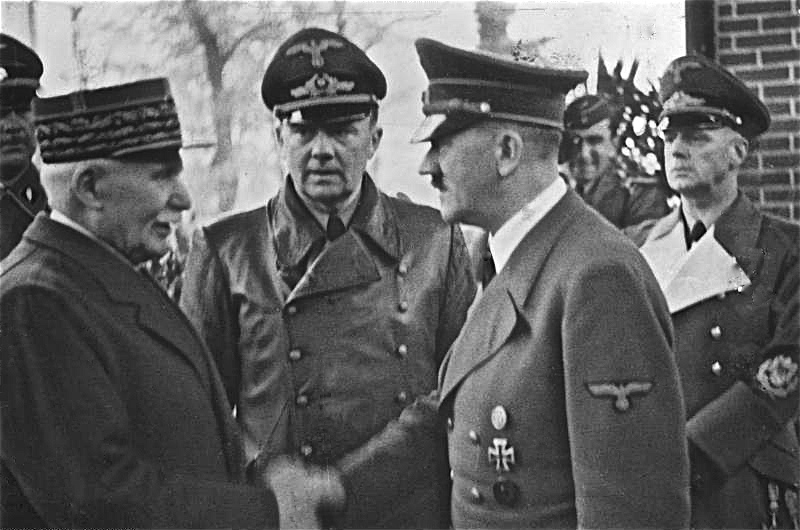
Philippe Pétain und Adolf Hitler am 24. Oktober 1940 in Montoire-sur-le-Loir

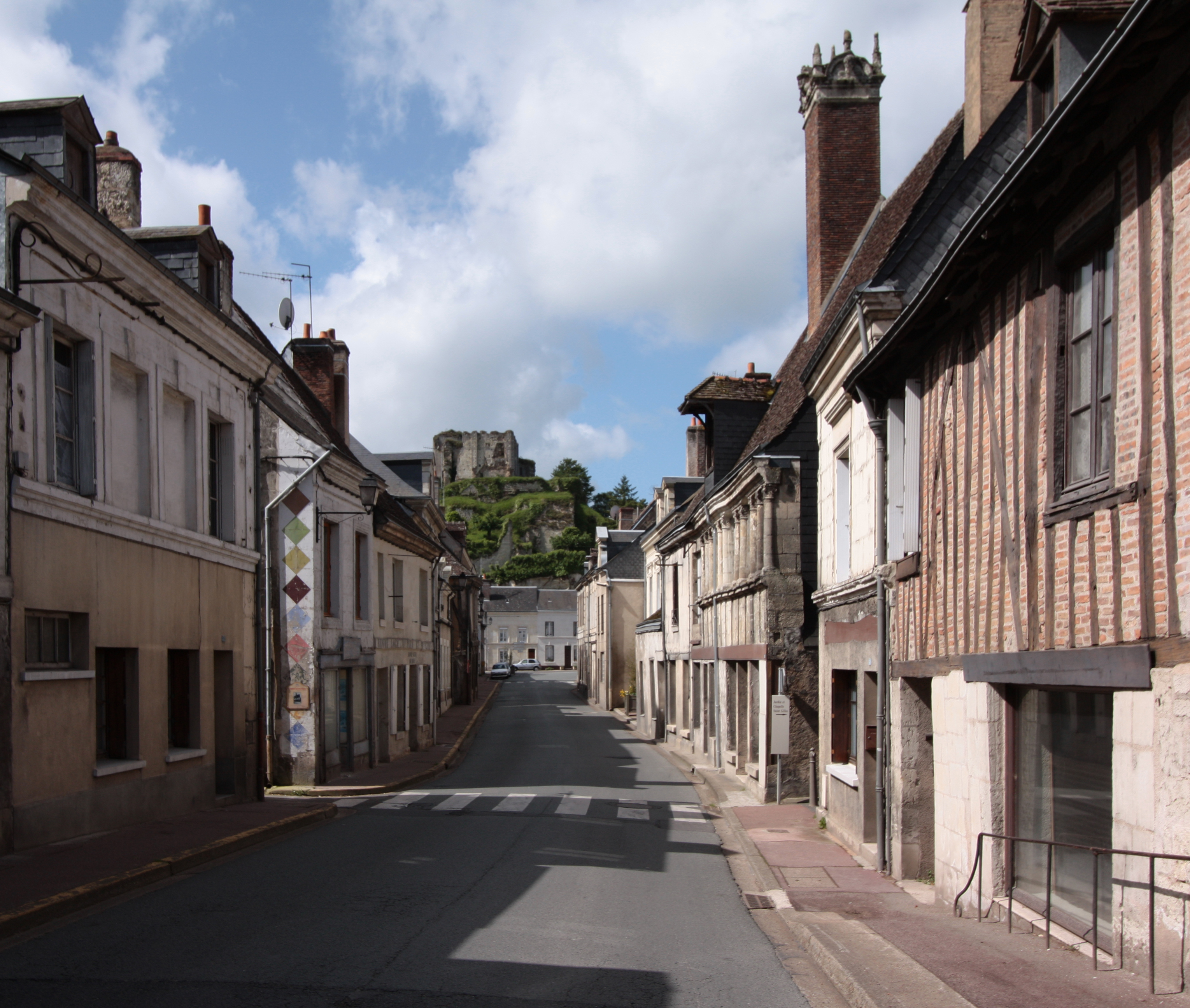
Rue Saint-Oustrille, im Hintergrund die Schlossruine

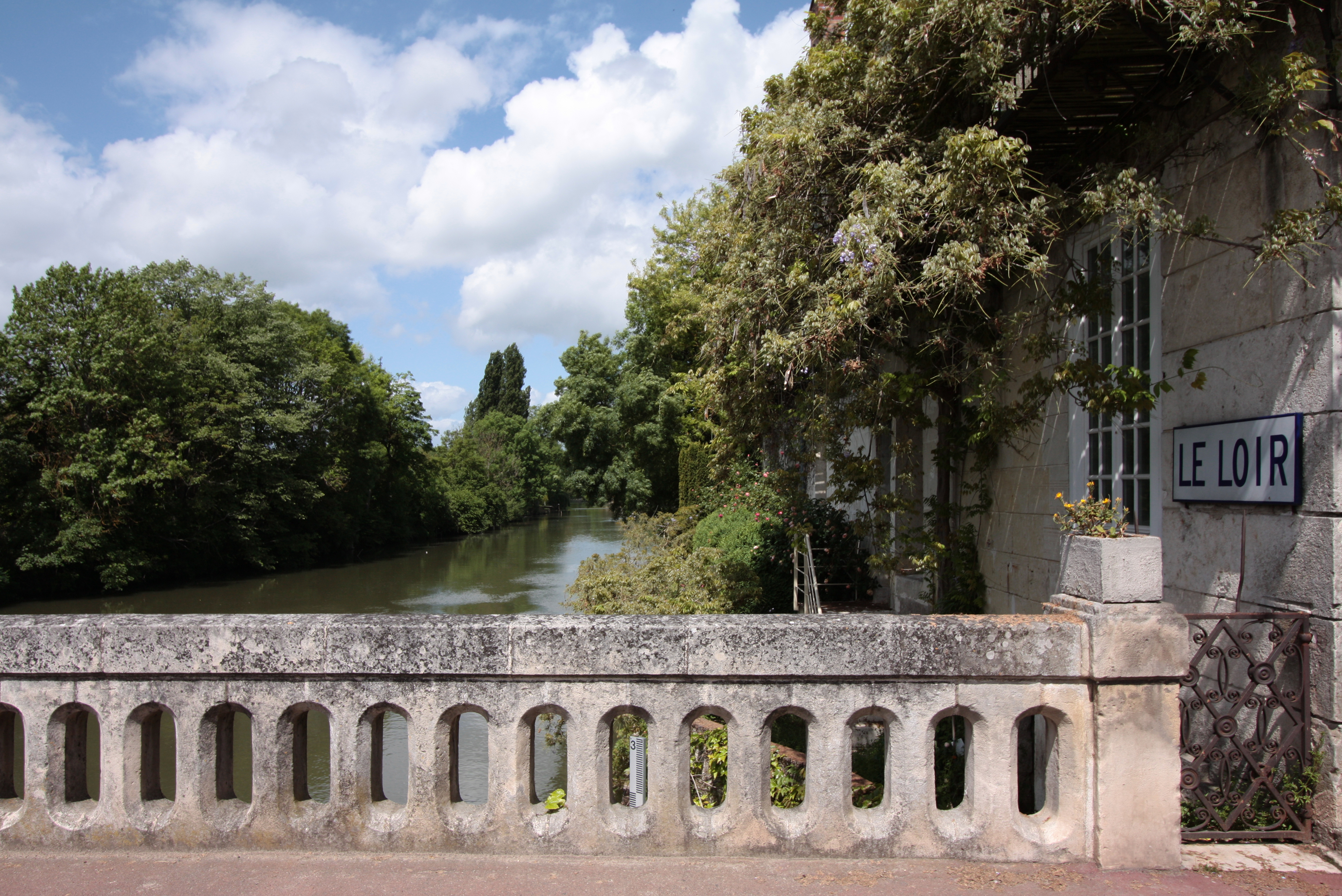
Brücke des Straßenzugs Rue Ronsard–Rue Saint-Oustrille über den Loir

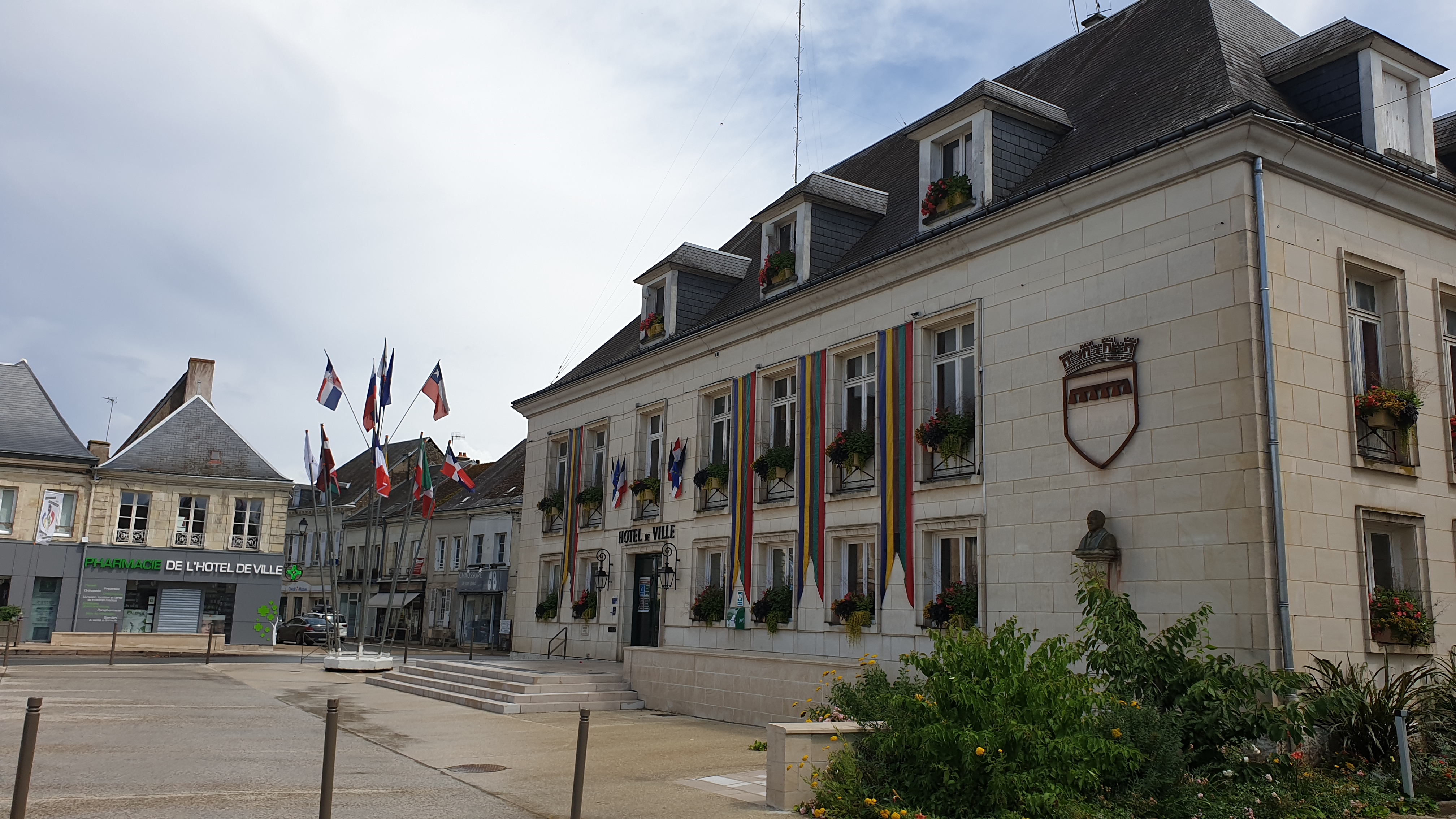
Rathaus (Hôtel de ville) an der Place Clémenceau

Montoire entstand um das im 7. Jahrhundert gegründete Priorat Saint-Gilles. Der Ort liegt am Loir neben einem Hügel, auf dem Karl der Kahle im 9. Jahrhundert eine Burg zum Schutz gegen Normanneneinfälle errichten ließ. Vom Ende des 11. Jahrhunderts an dieser Stelle von den Herren von Montoire erbauten Schloss sind noch Teile des Donjons und der Umfassungsmauer erhalten. Einer der französischen Jakobswege führte über Montoire, und auch die Pilger auf dem Weg nach Tours zum Grab des Heiligen Martin machten hier Station.
Von historischem Interesse in der Neuzeit sind die Treffen von Adolf Hitler mit dem französischen Ministerpräsidenten Laval und mit Marschall Pétain, die 1940 am 22. Oktober und am 24. Oktober in Montoire stattfanden. Ein am 24. Oktober entstandenes Foto der beiden Regierungschefs wurde durch die deutsche Propaganda ausgiebig verbreitet und markiert einen Wendepunkt für die Vichy-Regierung: Am 30. Oktober erklärte Pétain im Rundfunk, dass er ab sofort den Pfad der Kollaboration einschlagen werde.

### Einwohnerentwicklung
| 1962 | 1968 | 1975 | 1982 | 1990 | 1999 | 2006 | 2017 |
| 2797 | 3466 | 3932 | 4200 | 4065 | 4275 | 4127 | 3782 |

## Sehenswürdigkeiten
Sehenswert sind in Montoire:
- einige Renaissance-Häuser,
- die Ruine des im 11. Jahrhundert von den ersten Seigneurs von Montoire erbauten Schlosses mit Resten des Donjon und der Umfassungsmauern,
- die Kapelle Saint-Gilles mit romanischen Fresken,
- die Kirche Saint-Laurent (mit der Orgel der Zisterzienserinnenabtei La Virginité),
- der Botanische Garten "La Fosse".

### Kapelle Saint-Gilles
Die Kapelle Saint-Gilles (Ägidius) gehörte zum ehemaligen Benediktinerpriorat des Klosters Saint-Calais, wahrscheinlich im 11. Jahrhundert von den Herren von Montoire gegründet. Die Lage an den Pilgerwegen deutet auf wirtschaftliches Wohlergehen hin. Berühmtester Prior von Saint-Gilles war 1566 der Dichter Pierre de Ronsard.
Nach der Auflösung des Priorats während der Französischen Revolution verfiel das Bauwerk, und obwohl 1840 im Inneren kostbare Ausmalungen aus der romanischen Stilepoche freigelegt worden waren, fand es kein Interesse bei der Gemeindevertretung. Erst die private Rettungsinitiative der Familie Gerard sicherte den Bestand der Kapelle.
Die Malereien von Saint-Gilles zählen zu den kunstvollsten und schönsten, die überhaupt aus romanischer Zeit überkommen sind. In allen drei Apsiden, die in Kleeblattform Chor und Querhaus bilden, erscheint monumental der thronende Christus (Majestas Domini). Die älteste Darstellung in der Kalotte der Ostapsis stammt aus dem zweiten Viertel des 12. Jahrhunderts.

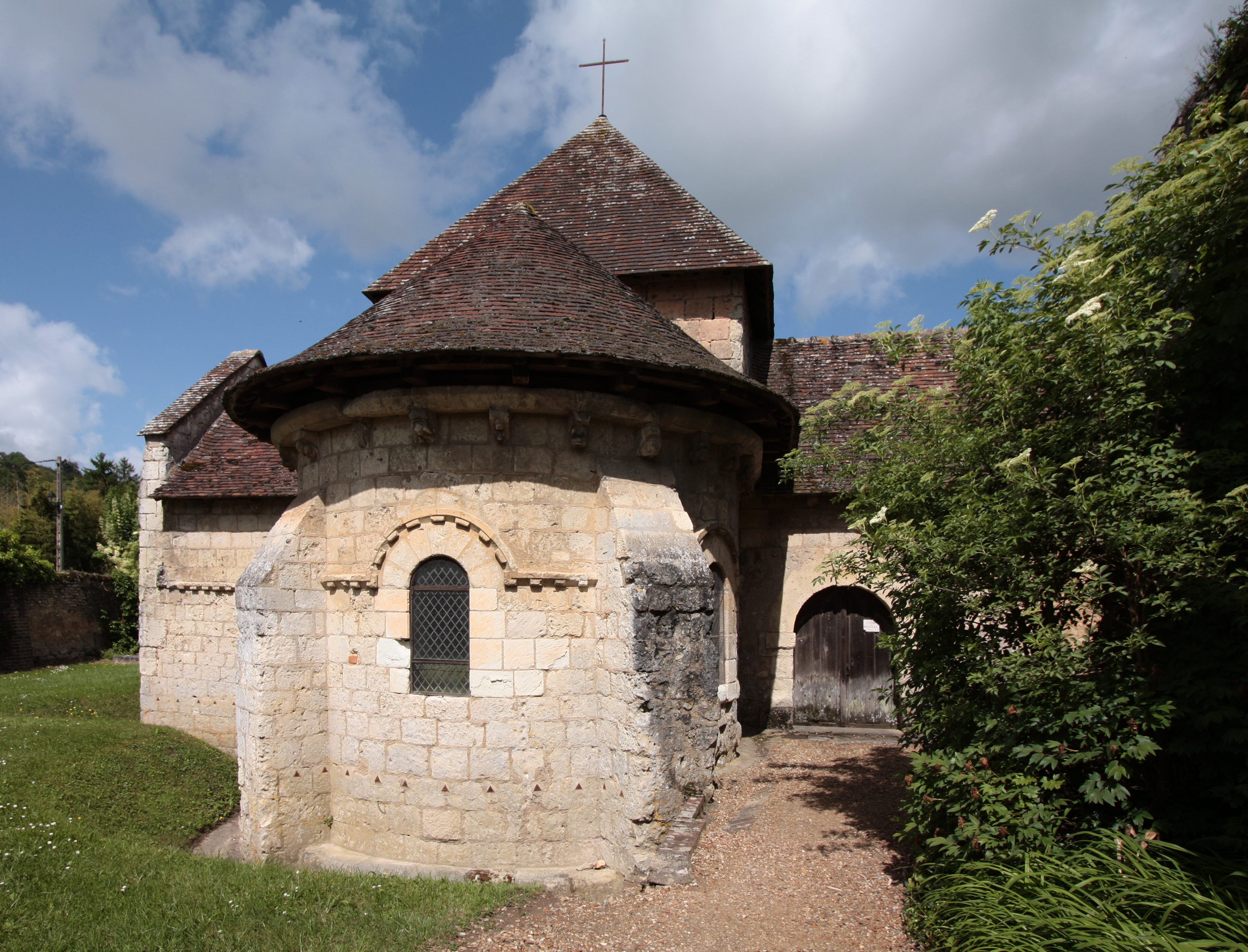
Kapelle Saint-Gilles
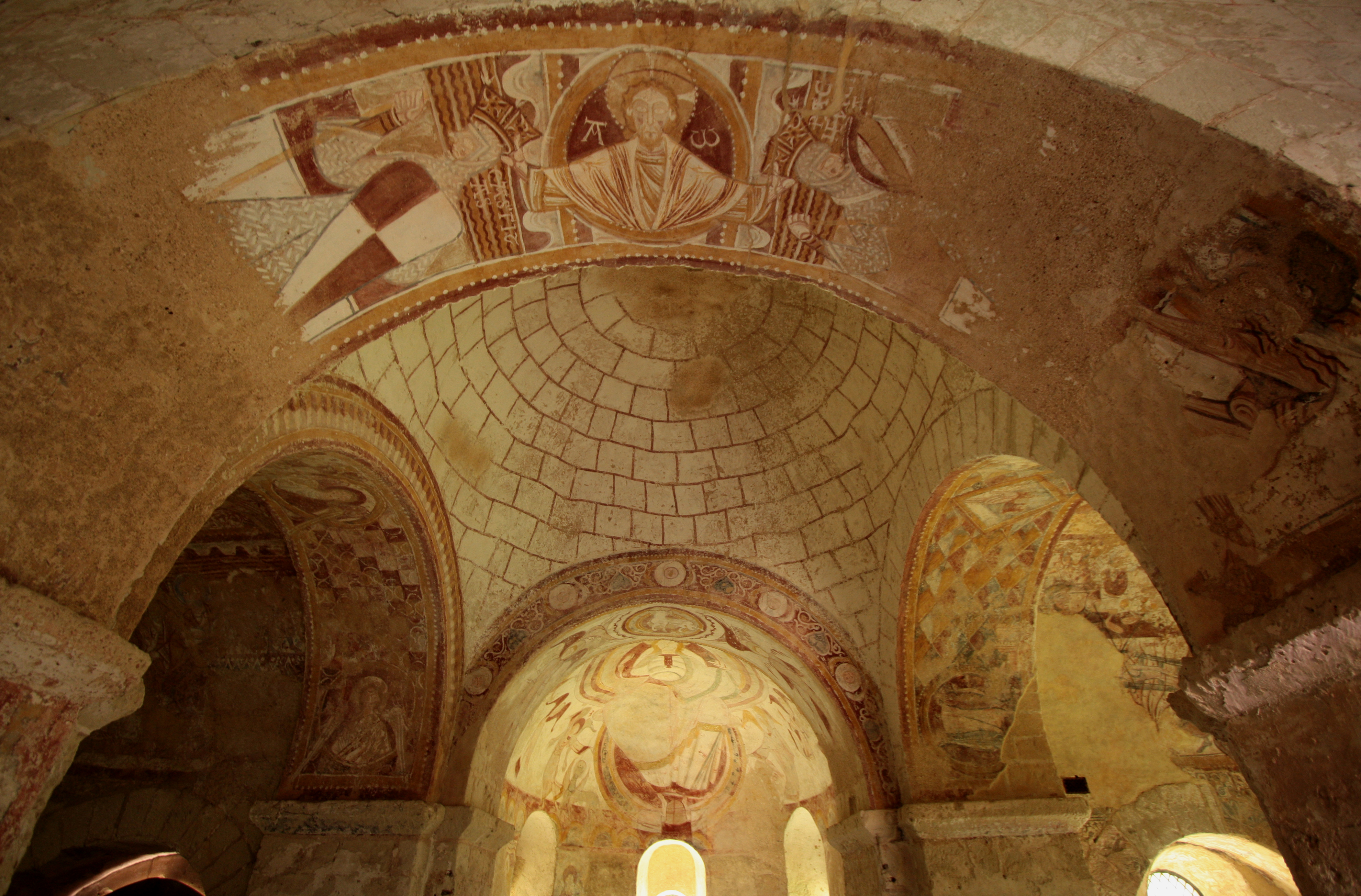
Ausmalungen der Kapelle Saint-Gilles aus der romanischen Stilepoche

## Partnerschaft
Montoire-sur-le-Loir pflegt eine Städtepartnerschaft mit dem polnischen Łowicz.

## Persönlichkeiten
- Charles Bouvard (1572–1658), Arzt
- Charles Busson (1822–1908), Landschaftsmaler
- Bruno Huger (* 1962), Radrennfahrer